# Tibú
Tibú is een gemeente in het Colombiaanse departement Norte de Santander. De gemeente telt 30.059 inwoners (2005) en ligt dicht bij de grens met Venezuela.

## Religie
De stad is de zetel van het rooms-katholieke bisdom Tibú.